# Chukotavia
Chukotavia (Russisch: Чукотавиа; Tsjoekotavia, de afkorting voor Чукотские авиалинии; Tsjoekotskieje avialinii) is een Russische luchtvaartmaatschappij met thuisbasis in Anadyr. Vanuit Anadyr, Kepervejem, Mys Sjmidta, en Pevek voert zij passagiers- en vracht-chartervluchten uit.

## Geschiedenis
Chukotavia werd opgericht in 1996 door een fusie van luchtvaartmaatschappijen uit Anadyr, district Tsjaoenski, Kepervejem en Mys Sjmidta.

## Vloot
De vloot van Chukotavia bestaat uit: (okt. 2006)
- 1 Antonov AN-26B
- 1 Antonov AN-24RV
- 1 Antonov AN-24V